# Lepidodexia nigropilosa
Lepidodexia nigropilosa är en tvåvingeart som beskrevs av Guilherme A.M.Lopes 1951. Lepidodexia nigropilosa ingår i släktet Lepidodexia och familjen köttflugor.
Artens utbredningsområde är Ecuador. Inga underarter finns listade i Catalogue of Life.